# Segundo Consistório Ordinário Público de 1841

## Cardeais
| Nº                  | País                | Nome                   | Idade               | Cargo               | Título ou Diaconia                                        |
| Revelado In Pectore | Revelado In Pectore | Revelado In Pectore    | Revelado In Pectore | Revelado In Pectore | Revelado In Pectore                                       |
| ------------------- | ------------------- | ---------------------- | ------------------- | ------------------- | --------------------------------------------------------- |
| 1                   | Itália              | Silvestro Belli        | 59                  |                     | Cardeal-presbítero de Santa Balbina                       |
| In Pectore          |                     |                        |                     |                     |                                                           |
| 2                   | Itália              | Tommaso Pasquale Gizzi | 53                  |                     | Revelado no Segundo Consistório Ordinário Público de 1844 |
| 3                   |                     | Nunca revelado         |                     |                     |                                                           |